# Ломачёвка
Ломачёвка — село в Ижморском районе Кемеровской области. Входит в состав Троицкого сельского поселения.

## География
Центральная часть населённого пункта расположена на высоте 217 метров над уровнем моря.

## Население
По данным Всероссийской переписи населения 2010 года, в селе Ломачёвка проживает 78 человек (41 мужчина, 37 женщин).